# Референдум в Грузии (2008)
Этот двойной референдум был проведен в Грузии 5 января 2008 года параллельно с выборами президента. Один вопрос был о том, чтобы перенести в 2008 году парламентские выборы с октября на апрель/май. Второй был необязательный консультативный референдум о вступлении в НАТО. Оба предложения были одобрены с более чем 75% согласием. Парламентские выборы были впоследствии проведены 21 мая.

## Результаты

### Перенос парламентских выборов
Согласны ли вы с тем, что следующие выборы парламента Грузии должны состояться весной 2008 года?
Оригинальный текст (груз.)თანახმა ხართ თუ არა, რომ საქართველოს პარლამენტის მორიგი არჩევნები ჩატარდეს 2008 წლის გაზაფხულზე?

| Выбор                                | Голоса    | %     |
| ------------------------------------ | --------- | ----- |
| За                                   | 1,410,269 | 79.74 |
| Против                               | 358,328   | 20.26 |
| Недействительные голоса              | 193,545   | –     |
| Всего                                | 1,982,318 | 100   |
| Зарегистрированные избиратели и явка | 3,527,964 | 56.19 |

### Членство в НАТО
Должна ли Грузия продолжать свою интеграцию с НАТО?
Оригинальный текст (груз.)უჭერთ თუ არა მხარს საქართველოს გაწევრიანებას ჩრდილოატლანტიკურ ხელშეკრულების ორგანიზაციაში (ნატო)?

| Выбор                                 | Голоса    | %     |
| ------------------------------------- | --------- | ----- |
| За                                    | 1,355,328 | 77.00 |
| Против                                | 404,943   | 23.00 |
| Недействительные голоса               | 203,325   | –     |
| Всего                                 | 1,982,318 | 100   |
| Явка и недействительные голоса        | 3,527,964 | 56.19 |
| Источник: Central Election Commission |           |       |